# Fausta Morganti
Fausta Simona Morganti (* 20. August 1944; † 2. Februar 2021) war eine san-marinesische Politikerin. In der Sommerperiode 2005 (1. April – 30. September) war sie Capitano Reggente (zusammen mit Cesare Antonio Gasperoni).
Von 1978 bis 1992 war sie Mitglied des Congresso di Stato (Regierung) und zuständig für Unterricht, Justiz, Kultur und Hochschulwesen. Während ihrer Amtszeit förderte sie die Gründung der Internationalen Akademie der Wissenschaften und der Università degli Studi di San Marino, nahm Reformen des Schulsystems vor und unterstützte kulturelle Initiativen in San Marino.
Seit 1974, seit der Einführung des passiven Frauenwahlrechts auf der Liste der Kommunistischen Partei von San Marino, war sie Mitglied des Consiglio Grande e Generale (Parlament). Bei den Wahlen von 2006 wurde sie nicht wiedergewählt. Von 1974 bis 1990 war sie Mitglied des Zentralkomitees der Kommunistischen Partei.
Sie war Mitglied der Delegation des Consiglio Grande e Generale bei der OECD.
Fausta Morganti war Diplom-Philologin und Lehrerin an der Oberschule (scuola superiore) von San Marino.
Sie starb Anfang Februar 2021 im Alter von 76 Jahren.